# Memoria de línea de retardo

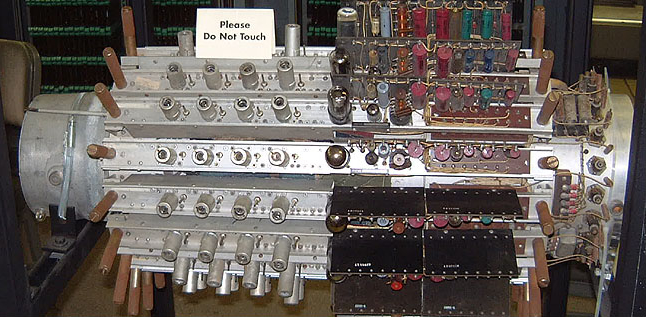
Memoria de mercurio del UNIVAC I (1951).

Una memoria de línea de retardo es un dispositivo capaz de almacenar datos aprovechando el tiempo que necesita una señal para propagarse por un medio físico. Un ejemplo típico son las memorias de línea de retardo de mercurio. Estas están constituidas por un tubo relleno de mercurio con un transductor, habitualmente piezoeléctrico, en cada extremo.
Se suele utilizar mercurio porque su impedancia acústica es prácticamente la misma que la de los transductores piezoeléctricos de cuarzo, lo que reduce las pérdidas de energía y las reflexiones al convertir la señal de eléctrica a acústica y viceversa. Por el contrario, la elevada velocidad del sonido en él (1450 m/s) hace que la capacidad de un dispositivo sea menor que si se utilizase aire. A esto hay que sumarle su elevado precio y su toxicidad. Por último, para conseguir la máxima adaptación de impedancias es necesario mantenerlo a una temperatura de 40 °C, con el consiguiente gasto extra de energía.

## Modo de funcionamiento
El primer transductor convierte los datos, en forma eléctrica, a una onda acústica que se propaga por el mercurio líquido. Cuando dicha onda llega al otro extremo genera una señal eléctrica en el segundo transductor, la cual es amplificada y realimentada al primero. Se forma así un circuito cerrado en el que los datos circulan constantemente por el mercurio. Leyendo la señal de salida del segundo transductor es posible acceder a los datos almacenados, y alterando adecuadamente la señal inyectada en el primero se pueden modificar estos.

## Capacidad de almacenamiento
La capacidad de cada línea de retardo depende de la velocidad de propagación de una onda en el medio físico que constituye la memoria, del tamaño o duración de cada bit y de la longitud de la línea de retardo. Así, si la señal eléctrica de cada bit dura B segundos y la velocidad de propagación en el medio es V metros/segundo, tenemos que la perturbación de cada bit en el medio ocupa B*V metros; por tanto, una memoria con una longitud de L metros podrá almacenar L/(B*V) bits.
- Datos: Q1778158